# Lagnadiz
Lagnadiz (franska: Lagnadiz (CR), Lagnadiz (Commune Rurale), arabiska: كفايت) är en kommun i Marocko.   Den ligger i provinsen Khouribga och regionen Béni Mellal-Khénifra, i den norra delen av landet, 90 km söder om huvudstaden Rabat. Antalet invånare är 7 338.